# Lisa Scottoline
Œuvres principales
- Série Rosato & Associées

Lisa Scottoline, née le 1er juillet 1955 à Philadelphie en Pennsylvanie, est une romancière américaine, auteure de plusieurs thrillers judiciaires. Lauréate du prix Edgar-Allan-Poe en 1995, ses livres ont été traduits dans de nombreux pays.

## Biographie
Lisa Scottoline est née à Philadelphie en Pennsylvanie. Elle sort diplômée magna cum laude en droit de l'université de Pennsylvanie et exerce comme avocate. Après la naissance de sa fille, elle quitte ce métier et entreprend une carrière de romancière.
Elle publie de nombreux romans policiers et thrillers juridiques. Elle est notamment célèbre pour sa série mettant en scène les avocats du cabinet Rosato & Associées. Elle reçoit le prix Edgar-Allan-Poe de la meilleure parution en livre poche en 1995 avec le roman Final Appeal. Plusieurs romans de cette série ont été traduits en français.
Scottoline est également l'auteur de plusieurs romans sans personnage récurrent, comme Jamais sans toi (Save Me), Séparation de corps (Come Home) ou Intime ressemblance (Look Again) publié par les éditions du Toucan.

## Œuvre

### SérieRosato & Associées
- Everywhere That Mary Went (1993) Publié en français sous le titre Dans l'ombre de Mary[1], traduction de Richard Crevier, Paris, B. Grasset, 2002.
- Legal Tender (1996) Publié en français sous le titre Rien à perdre, traduction de Richard Crevier, Paris, B. Grasset, 1997.
- Rough Justice (1998) Publié en français sous le titre Justice expéditive, traduction de Richard Crevier, Paris, B. Grasset, 2000.
- Mistaken Identity (1999) Publié en français sous le titre Erreur sur la personne, traduction de Philippe Loubat-Delranc, Paris, B. Grasset, 2001.
- Moment of Truth (2000) Publié en français sous le titre La Minute de vérité, traduction de Frédéric Grellier, Paris, Belfond, 2002, réédition, Paris, J'ai Lu, 2004.
- The Vendetta Defense (2001) Publié en français sous le titre Une affaire de vengeance, traduction de Michel Ganstel, Paris, Belfond, coll. Nuits noires, 2003.
- Courting Trouble (2003) Publié en français sous le titre Une affaire de harcèlement, traduction de Michel Ganstel, Paris, Belfond, coll. Nuits noires, 2005.
- Dead Ringer (2003)Publié en français sous le titre Une affaire de persécution, traduction de Franck Jouve, Paris, Belfond, coll. Nuits noires, 2005.
- Killer Smile (2004) Publié en français sous le titre Une affaire de succession, traduction de Michel Ganstel, Paris, Belfond, coll. Nuits noires, 2006.
- Lady Killer (2008)
- Think Twice (2010) Publié en français sous le titre Ta vie contre la mienne, traduction de Johan-Fréderik Hel-Guedj, Paris, Toucan, coll. Toucan noir, 2011.
- Corrupted (2015)
- Damaged (2016)
- Exposed (2017)
- Feared (2018)

### SérieRosato & DiNunzio
- Accused (2013)
- Betrayed (2014)

### Autres romans
- Final Appeal (1994) Publié en français sous le titre Dernier recours, traduction de Delphine Rivet, Paris, B. Grasset, 2003.
- Running From the Law (1995) Publié en français sous le titre La Bluffeuse, traduction d'Eric Wessberge, Paris, B. Grasset, 1998.
- Naked Came the Phoenix (2001) (roman écrit en collaboration avec une douzaine d'écrivains, dont Nevada Barr, Val McDermid, Laurie R. King et Anne Perry)
- Natural Suspect (2001) (roman écrit en collaboration avec une douzaine d'écrivains, dont Leslie Glass,John Katzenbach et Michael Palmer)
- Devil's Corner (2005)
- Dirty Blonde (2006)
- Daddy's Girl (2007)
- Look Again (2009) Publié en français sous le titre Intime ressemblance, traduction de Johan-Fréderik Hel-Guedj, Paris, Toucan, coll. Toucan noir, 2010.
- Save Me (2011) Publié en français sous le titre Jamais sans toi, traduction de Johan-Fréderik Hel-Guedj, Paris, Toucan, 2012.
- No Rest for the Dead (2011) (roman écrit en collaboration avec une vingtaine d'écrivains, dont Jeff Abbott, David Baldacci, Thomas H. Cook, Tess Gerritsen, Jeff Lindsay et R. L. Stine)
- Come Home (2012) Publié en français sous le titre Séparation de corps, traduction de Johan-Fréderik Hel-Guedj, Paris, Toucan, coll. Toucan noir, 2013.
- Don't Go (2013)
- Keep Quiet (2014)
- Every Fifteen Minutes (2015)
- Most Wanted (2016)
- One Perfect Lie (2017)
- After Anna (2018)
- Someone Knows (2019)
- Eternal (2021) Publié en français sous le titre Eternelle, traduction de Barbara Versini, 2023.
- What Happened to the Bennets (2022)
- The Truth About the Devlins (2024)
- The Unraveling of Julia (2025)

## Prix et distinctions notables

### Prix
- Prix Edgar-Allan-Poe 1995 de la meilleure parution en livre de poche pour Final Appeal[2]                 .

### Nominations
- Prix Edgar-Allan-Poe 1994 de la meilleure parution en livre de poche pour  Everywhere That Mary Went[2]
- Prix Edgar-Allan-Poe 2024 de la meilleure nouvelle pour Pigeon Tony’s Last Stand[2]
- Prix Macavity 2024 de la meilleure nouvelle pour Pigeon Tony’s Last Stand[3]
- Prix Thriller 2025 du meilleur thriller indépendant pour The Truth About the Devlins[4]